# Schwabaich
Schwabaich ist ein Gemeindeteil von Langerringen im schwäbischen Landkreis Augsburg.
Der Weiler liegt auf der Hochterrasse zwischen Lech- und Wertachtal östlich und rechts vom Statzelbach, einem linken Zufluss des Röthenbachs an einer Verbindungsstraße zwischen der Staatsstraße 2035 und Schwabmühlhausen.
Als ehemaliger Gemeindeteil von Schwabmühlhausen liegt er auf der gleichnamigen Gemarkung.

## Bauwerke

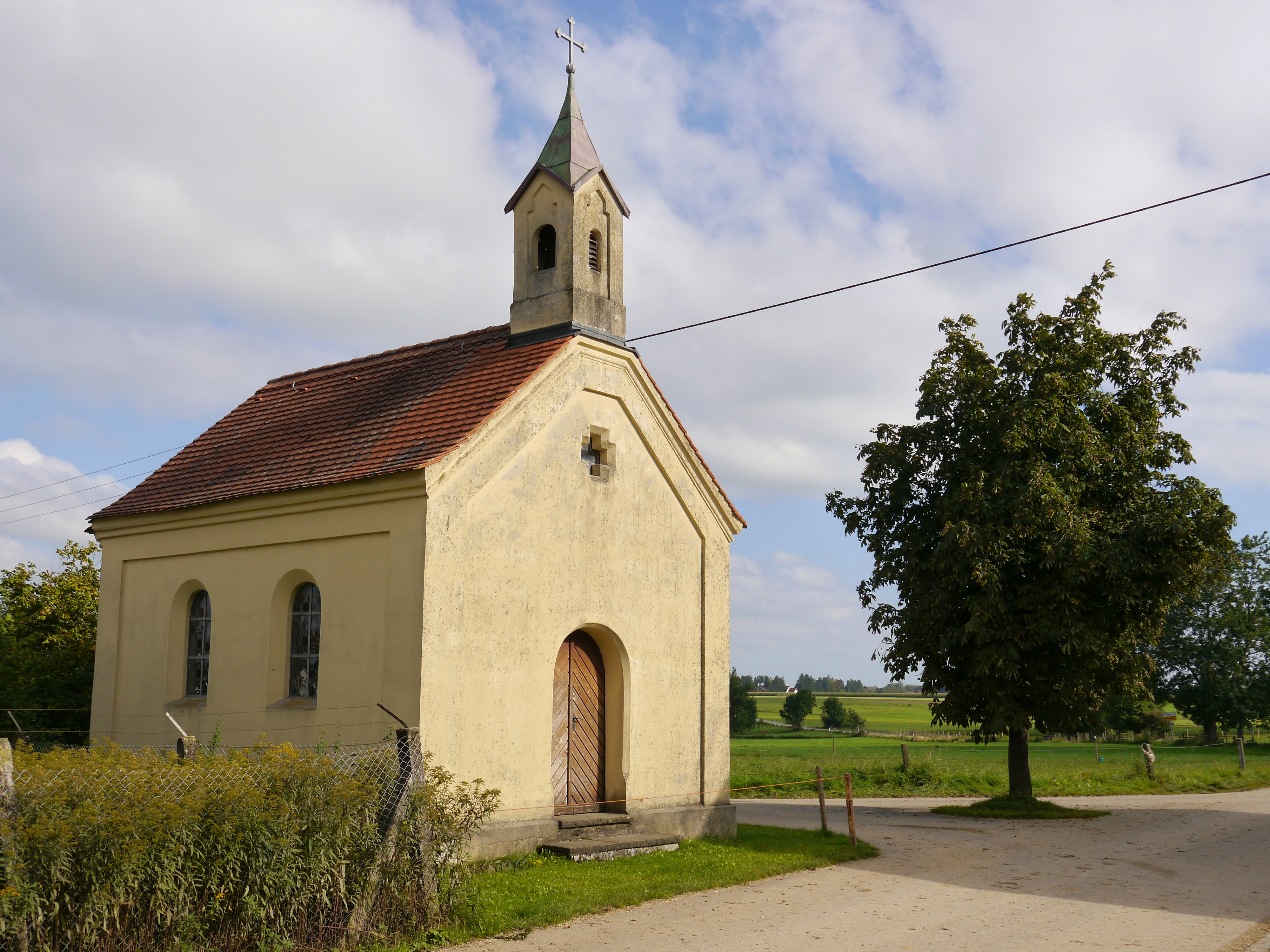
Kapelle St. Magnus

Im Weiler steht wurde zu Ehren des Hl. Magnus 1867 eine Kapelle errichtet.